# Jevgenij Petrovič Novikov
Jevgenij Petrovič Novikov (rusky Евгений Петрович Новиков, 1826–1903) byl ruský historik, slavjanofil, prozaik a diplomat.
V letech 1870–1879 působil jako ruský velvyslanec v Rakousko-Uhersku.
Je mimo jiné autorem stati Pravoslaví u Čechů («Православие у чехов», 1848) a dvoudílného spisu Hus a Luther («Гус и Лютер», 1859).